# Theodore Rasmussen
Theodore Brown Rasmussen (* 28. April 1910 in Provo, Utah; † 23. Januar 2002 in Calgary, Kanada) war ein kanadischer Neurologe und Neurochirurg.

Homunculi in Projektion auf den motorischen bzw. sensorischen Cortex

Rasmussen war von 1954 bis 1960 Chairman der Neurologie und Neurochirurgie der McGill-Universität in Montreal. Von 1960 bis 1972 war er als Nachfolger von Wilder Penfield als Direktor des Montreal Neurological Institute an der McGill-Universität.
Rasmussen war ein Pionier in der Epilepsiechirurgie. Zusammen mit Wilder Penfield publizierte er 1950 die weltbekannten Homunculi, die den somatosensorischen und motorischen Cortex repräsentieren. Sie werden in verschiedensten Lehrbüchern immer wieder neu publiziert.  Zusammen mit zwei Mitarbeitern beschrieb er 1958 erstmals die später nach ihm benannte Enzephalitis (Rasmussen-Enzephalitis).
Rasmussen war u. a. 1961–62 Präsident der US-amerikanischen Epilepsiegesellschaft (American Epilepsy Society; AES).
Er wurde u. a. 1979 als „Ambassador for Epilepsy“ durch die Internationale Liga gegen Epilepsie (ILAE) und das Internationale Büro für Epilepsie (IBE) sowie 1986 mit dem Lennox-Award der AES ausgezeichnet.

## Werke
- Wilder Penfield, Theodore Rasmussen: The Cerebral Cortex of Man. A Clinical Study of Localization of Function. The Macmillan Comp, New York 1950, OCLC 974113409.
- Frederick Andermann, Theodore Rasmussen: Chronic Encephalitis and Epilepsy: Rasmussen's Syndrome. Butterworth-Heinemann, 1991, ISBN 0-7506-9009-7.